# Stenotrophomonas maltophilia
Espèce
Stenotrophomonas maltophilia est une espèce de bactéries aérobies strictes à Gram négatif, oxydase négative — ce qui la distingue de la plupart des autres membres du genre —, appartenant au genre Stenotrophomonas.
S. maltophilia est légèrement plus petite (0,7–1,8 × 0,4–0,7 μm) que les autres membres du genre, mobile en raison de flagelles polaires, se développant bien sur la gélose MacConkey et produisant des colonies pigmentées.
S. maltophilia est omniprésent dans les environnements aqueux, le sol et les plantes; il a également été utilisé dans des applications biotechnologiques. Chez les patients immunodéprimés , S. maltophilia peut entraîner des infections nosocomiales.

## Pouvoir pathogène
Agent pathogène surtout chez les patients immunodéprimés et ceux hospitalisés en soins intensifs. On le considère donc comme un pathogène opportuniste responsable d'infections nosocomiales difficiles à traiter car la bactérie est multirésistante aux antibiotiques .
S. maltophilia colonise fréquemment les surfaces humides telles que les tubes utilisés dans la ventilation mécanique et les cathéters urinaires à demeure ainsi que les dispositifs médicaux tels que les cathéters d'aspiration et les endoscopes. L'infection est généralement facilitée par la présence de matériel prothétique (plastique ou métal), et le traitement le plus efficace est l'ablation du matériel prothétique (généralement un cathéter veineux central ou un dispositif similaire). S. maltophilia adhère fortement et forme un biofilm sur les surfaces en plastique, bien que ces capacités puissent varier considérablement entre les souches. L'hydrophobie est corrélée à une adhérence réussie et à la formation de biofilms sur les surfaces en polystyrène. S. maltophilia est fréquemment associée avec Pseudomonas aeruginosa et forme des biofilms multispécifiques. S. maltophilia influence considérablement l'architecture des structures de P. aeruginosa , provoquant le développement de filaments étendus. Ces changements surviennent en raison du facteur de signalisation cellulaire diffusible codé par S. maltophilia,.
La croissance de S. maltophilia dans les cultures microbiologiques d'échantillons respiratoires ou urinaires est difficile à interpréter en raison de sa faible pathogénicité et ne constitue pas une preuve d'infection. [2] Si, cependant, il est cultivé à partir de sites qui seraient normalement stériles (par exemple, le sang), alors il représente généralement une véritable infection.
Chez les individus immunocompétents, S. maltophilia est une cause relativement inhabituelle de pneumonie , d'infection urinaire ou de Bactériémie ; chez les patients immunodéprimés, S. maltophilia est une source croissante d'infections pulmonaires latentes. Les taux de colonisation de S. maltophilia chez les personnes atteintes de mucoviscidose ont augmenté.
Mise en cause des infections aussi diverses que méningites, endocardites, pneumopathies (en particulier chez les sujets atteints de la Mucoviscidose).

## Traitement
S. maltophilia est naturellement résistante à de nombreux antibiotiques à large spectre (y compris tous les carbapénèmes) en raison notamment de la production de deux β-lactamases chromosomiques inductibles :
- Une métallo-β-lactamase (classe B de la classification d'Ambler) désignée L1, responsable de la résistance aux carbapénèmes ;
- Une BLSE de classe A désignée L2, responsable de la résistance à la plupart des autres β-lactamines.

Cela rend le traitement des patients infectés très difficile. S. maltophilia est omniprésent dans l'environnement et impossible à éradiquer, ce qui rend également la prévention extrêmement difficile. La présence de nombreux mécanismes de résistances acquises vient encore complexifier cette prise en charge. 
S. maltophilia n'est pas un organisme virulent en soi, et l'ablation d'un matériel infecté par exemple peut suffire pour guérir l'infection. Chez les sujets présentant une immunodépression, l'antibiothérapie fait appel principalement au cotrimoxazole. Il est de moins en moins sensible à la ceftazidime qui n'est plus recommandée par l'IDSA depuis 2024. La minocycline est également un médicament pouvant être efficace tout comme la lévofloxacine.

## Epidemiologie
Les infections à Stenotrophomonas ont été associées à une morbidité et une mortalité élevées chez les individus gravement immunodéprimés et affaiblis. Les facteurs de risque associés à l' infection à Stenotrophomonas comprennent le sida, les tumeurs malignes, la mucoviscidose, la neutropénie, la ventilation mécanique, les cathéters veineux centraux , la chirurgie récente , les traumatismes , l'hospitalisation prolongée, l'admission en unité de soins intensifs et l' utilisation d' antibiotiques à large spectre,,

## Histoire
Stenotrophomonas maltophilia a eu plusieurs noms différents dans le passé. Il a été trouvé pour la première fois dans un épanchement pleural en 1943 et a reçu le nom de Bacterium bookeri . Il a ensuite été renommé Pseudomonas maltophilia en 1961. Il a été transféré au genre Xanthomonas en 1983, et plus récemment à Stenotrophomonas en 1993